# Šamac
Šamac (srbsky Шамац, dříve Bosanski Šamac / Босански Шамац) je město a opština v regionu Doboj v Bosně a Hercegovině. V roce 1991 zde žilo 6 239 obyvatel. V opštině žije zhruba 26 000 lidí; před válkou to bylo sice více (cca 32 tisíc), avšak některé části tehdejší opštiny byly odděleny a předány pod správu sousední Federace Bosny a Hercegoviny.
Název města pochází od slovo šanac, které je příbuzné s českým slovem šance a označovalo vojenské opevnění, v tomto případě příkop. Město se rozvinulo na zasypaném příkopu, který zakryl původní rozbahněný břeh.
Šamac se proslavil hlavně svými rodáky; patří mezi ně Alija Izetbegović, první prezident Bosny a Hercegoviny, či například také Sulejman Tihić, bosňácký člen předsednictva BiH, nebo Zoran Đinđić, bývalý předseda vlády Srbska.

## Historie
Protékají tudy řeky Bosna a Sáva. Město existovalo již v dobách středověku, nejprve pod názvem Lukačev Šanac (poprvé zmíněn roku 1725), od roku 1878 pak existuje a používá se současný název města. V únoru 1883 sem dosáhl i telegraf a pošta; o dva roky později pak přibyla první škola. V letech 1866–1992 zde stála mešita (od roku 1878 nazývaná Azizova).
V raných fázích bosenské války bylo město obsazeno bosenskými Srby, kteří založili prozatímní obecní vládu. Většina Bosňáků a bosenských Chorvatů byla mezi dubnem a listopadem 1992 etnicky vyčištěna. Během války byla proti chorvatským a bosenským silám zřízena polostálá frontová linie směrem k sousednímu Orašje. V roce 2003 byli ICTY odsouzeni tři bosenskosrbští představitelé města v době jugoslávských válek za zločiny proti lidskosti.
Město leží na důležité strategické poloze v Republice srbské, nedaleko Brčka. Stejně jako u většiny jiných míst pod srbskou kontrolou úřady odstranily z oficiálního názvu města přídavné jméno „Bosenský“ a změnily jej na pouhý „Šamac“. Bosňáci a bosenští Chorvati jej nadále označovali historickým názvem „Bosanski Šamac“ (cyrilicí: Босански Шамац) a mezi obyvateli vznikalo napětí. Soudní příkaz změnil oficiální název na jednoduše Šamac, čímž byly odstraněny jakékoli etnické rozdíly v jeho předchozích názvech.

## Obyvatelstvo

### Etnické složení
|            | 2013.          | 1991.          | 1981.          | 1971.          |
| Celkem     | 5 390 (100%)   | 6 239 (100%)   | 5 605 (100%)   | 4 877 (100%)   |
| Srbové     | 3 449 (67,19%) | 1 755 (28,13%) | 1 342 (23,94%) | 1 500 (30,76%) |
| Bosňáci    | 1 253 (24,41%) | 2 178 (34,91%) | 1 697 (30,28%) | 2 163 (44,35%) |
| Chorvati   | 227 (4,42%)    | 827 (13,26%)   | 687 (12,26%)   | 726 (14,89%)   |
| Ostatní    | 204 (3,97%)    | 284 (4,55%)    | 61 (1,08%)     | 38 (0,77%)     |
| Jugslávci  |                | 1 195 (19,15%) | 1 774 (31,65%) | 429 (8,79%)    |
| Albánci    |                |                | 22 (0,393%)    | 3 (0,062%)     |
| Černohorci |                |                | 13 (0,232%)    | 8 (0,164%)     |
| Slovinci   |                |                | 5 (0,089%)     | 3 (0,062%)     |
| Maďaři     |                |                | 4 (0,071%)     | 4 (0,082%)     |
| Makedonci  |                |                |                | 3 (0,062%)     |